# Slowhand
Slowhand e петият студиен албум на английски музикант Ерик Клептън, издаден през ноември 1977 г. от PolyGram Records (тогава – RSO Records).
Името на албума носи прякора на Клептън, измислен от музикалния мениджър Джорджо Гомелски. Албумът се изкачва до второ място в класацията за най-продавани албуми – „Top 200“ на американското музикално списание Билборд и ражда три хит сингъла в класацията „Hot 100“ – „Lay Down Sally“, „Wonderful Tonight“ и „Cocaine“.
През 2003 г. албумът е поставен на 325-о място в класацията на списание „Ролинг Стоун“ за „500-те най-велики албуми на всички времена“.

## Списък на песните
1. „Cocaine“ (J.J. Cale)
2. „Wonderful Tonight“ (Eric Clapton)
3. „Lay Down Sally“ (Eric Clapton, Marcy Levy, George Terry)
4. „Next Time You See Her“ (Eric Clapton)
5. „We're All the Way“ (Don Williams)
6. „The Core“ (Eric Clapton, Marcy Levy)
7. „May You Never“ (John Martyn)
8. „Mean Old Frisco“ (Arthur Crudup)
9. „Peaches and Diesel“ (Eric Clapton, Albhy Galuten)

## Музиканти
- Eric Clapton – Китара и вокали
- Dick Sims – Клавирни инструменти
- Marcy Levy – Вокали
- Carl Radle – Бас китара
- Yvonne Elliman – Вокали
- George Terry – Китара
- Jamie Oldaker – Барабани и перкусии
- Mel Collins – Саксофон